# Attilio Calatroni
Attilio Calatroni (né le 18 juillet 1950 à Brescia) est un fleurettiste italien.

## Biographie
Attilio Calatroni est médaillé d'argent par équipe aux Jeux olympiques d'été de 1976 à Montréal, avec Fabio Dal Zotto, Stefano Simoncelli, Giovanni Battista Coletti et Carlo Montano.